# Saul Bass
Saul Bass (ur. 8 maja 1920, zm. 25 kwietnia 1996) – amerykański grafik i reżyser filmowy. Znany jest głównie dzięki czołówkom filmowym, plakatom filmowym i logom.
Podczas swojej 40-letniej kariery Saul Bass pracował dla najsłynniejszych filmowców Hollywood jak Alfred Hitchcock, Otto Preminger, Billy Wilder, Stanley Kubrick czy Martin Scorsese. Przede wszystkim zasłynął jako twórca czołówek filmowych, zmieniając ich formę i stylistykę w latach 50. Jego pierwszym, najbardziej wyróżniającym się w owym czasie projektem były napisy do „Złotorękiego” w reżyserii Premingera (1955).
Saul Bass projektował także firmowe loga, do najsłynniejszych należą: Bell System (1969), AT&T (1982), Continental Airlines (1968), United Airlines (1974).

## Życiorys
Urodził się 8 maja 1920 r. na Bronksie w Nowym Jorku, jego rodzice byli żydowskimi imigrantami, którzy emigrowali z rumuńsko-ukraińskiego sztetla. Jako dziecko był zafascynowany starożytnością, w szczególności Egiptem i wystawami o nim w Metropolitan Museum of Art. W wieku piętnastu lat ukończył James Monroe High School i rozpoczął pracę gońca dla projektanta freelancera. W tym samym czasie uczęszczał na wieczorowe zajęcia w The Art Students League na zajęcia z layoutu i designu przemysłowego. Zakończył swoją naukę w 1940 r. W tym czasie ożenił się z Ruth Cooper, z którą miał dwójkę dzieci – Roberta (ur. 1942) i Andreę (ur. 1946).
W 1938 roku zaczął pracować dla małej firmy reklamowej współpracującej z United Artists, a później dla Warner Brothers. Zajmował się tam projektami do filmów „Champion” (1949), „Śmierć komiwojażera” (1951), „The Moon is Blue” (1953). Tak też poznał Otto Premingera, dla którego stworzył plakat i swoją pierwszą czołówkę w 1954 r., którą wyróżniały ruchome elementy i minimalizm.
W 1946 r. rozpoczął pracę dla Buchanan & Company, piątej największej agencji reklamowej w Stanach Zjednoczonych, jako dyrektor artystyczny. Firma dopiero otworzyła nową placówkę na wschodnim wybrzeżu i tam też Saul Bass miał się przeprowadzić. Tak zaczęła się jego przygoda z Hollywood. Ówcześnie wciąż panował tzw. system gwiazd, który obejmował nie tylko aktorów i reżyserów, ale również dalsze działy jak promocja. Bass lubił jednak niezależność i wolność twórczą. Pięć lat później przeszedł do Foote, Cone & Belding, pracując znów bliżej przemysłu filmowego. Zrezygnował w momencie, gdy odmówiono mu podwyżki w 1952 r. i zdecydował się założyć własną firmę i rozwijać własną markę.
Dzięki swojemu doświadczeniu pracy w przemyśle filmowym był zaznajomiony z jego prawami. Z Premingerem dość szybko znaleźli wspólny język, uzgadniając, że czołówka powinna być czymś więcej. Jak wspomina sam Saul Bass „w pewnym momencie pracy, Otto i ja spojrzeliśmy na siebie i powiedzieliśmy dlaczego by nie sprawić, żeby się poruszała? To było tak proste” (At one point in our work Otto and I just looked at each other and said: “why not make it move?” It was really as simple as that”). Do tej pory napisy początkowe były traktowane jako czas na popcorn.
Jego kolejną pracą była czołówka do „Złotorękiego” (1955), w której Bass wykorzystał kontrowersyjność tematu uzależnienia od narkotyków, o którym opowiadał i podkreślił go niespotykaną do tej pory formą i metaforą w swoim wstępie. Papierowe ramię, które jest centralnym elementem czołówki miało symbolizować uzależnienie i nawiązywać do tytułu. Prostotą i wyrazistością przekazu zaskarbił sobie rozgłos i podziw.
W drugiej połowie lat 50. Saul Bass zatrudnił jako swoją sekretarkę Elaine A. Makaturę, z którą ożenił się 30 września 1960 r. Mieli razem dwójkę dzieci – Jennifer i Jeffrey. Elaine jednak nie tylko pozostała obecna w życiu prywatnym Saula, ale wspierała go także w pracy zawodowej współtworząc niektóre z czołówek przez kolejnych 40 lat.
Saul Bass zaprojektował dla Alfreda Hitchcocka wiele pamiętnych czołówek – „Północ-północny zachód” (1959), „Zawrót głowy” (1958), „Psychoza” (1960) – w których zaprezentował nowy rodzaj kinetycznej typografii. Jego projekty były wyjątkowe również integralność stylistyczną i treściową napisów początkowych z formą i treścią filmu, do którego były dołączane.
Saul Bass za cel stawiał sobie zawsze stworzenie takiej czołówki, która będzie „prostą, wizualną frazą, mówiącą, o czym dany film opowiada, przekazując esencję historii”. Innym jego podejściem, które wpłynęło na projektanta, było zaprezentowanie widowni znane elementy ich świata w nieznany sposób, jak mawiał „tworzenie zwykłego niezwykłym” („making the ordinary extraordinary”). Przykładem takie podejścia jest czołówka do „Walk on the Wild Side” (1962), w której prezentuje dumnego kota spacerującego po ulicach i wdającego się w bójkę. Saul Bass wykorzystywał w swojej twórczości wiele technik – animację poklatkową, animację tradycyjną, film – tworząc za ich pomocą czasem symboliczne obrazy, a czasem krótki film fabularny.
W latach 80. Saul i Elaine Bass zostali odkryci na nowo przez Jamesa L. Brooksa i Martina Scorsese, którzy dorastali przyglądając się ich pracom. Dla Scorsese małżeństwo projektantów stworzyło czołówki do „Chłopców z ferajny” (1990), „Przylądka strachu” (1991), „Wieku niewinności” (1993) i „Kasyna” (1995) – ich ostatnia praca. W przypadku owych napisów Saul i Elaine skupili się raczej na wykorzystaniu nowoczesnej techniki komputerowych efektów specjalnych .
Zmarł w Los Angeles 25 kwietnia 1996 r., w wieku 75 lat.
W pewnym sensie wszystkie współczesne czołówki, które wprowadzają do atmosfery i historii opowiadanej w danym filmie, opierają się na spuściźnie Saula Bassa. W szczególności napisy do niedawnych dzieł, których akcja jest osadzona w latach 60., nawiązują do stylistyki projektanta. Przykładami mogą być „Złap mnie jeśli potrafisz” (2002), „X-men: Pierwsza klasa” (2011), czy opening serialu „Mad Men” (2007-2015).

## Filmografia

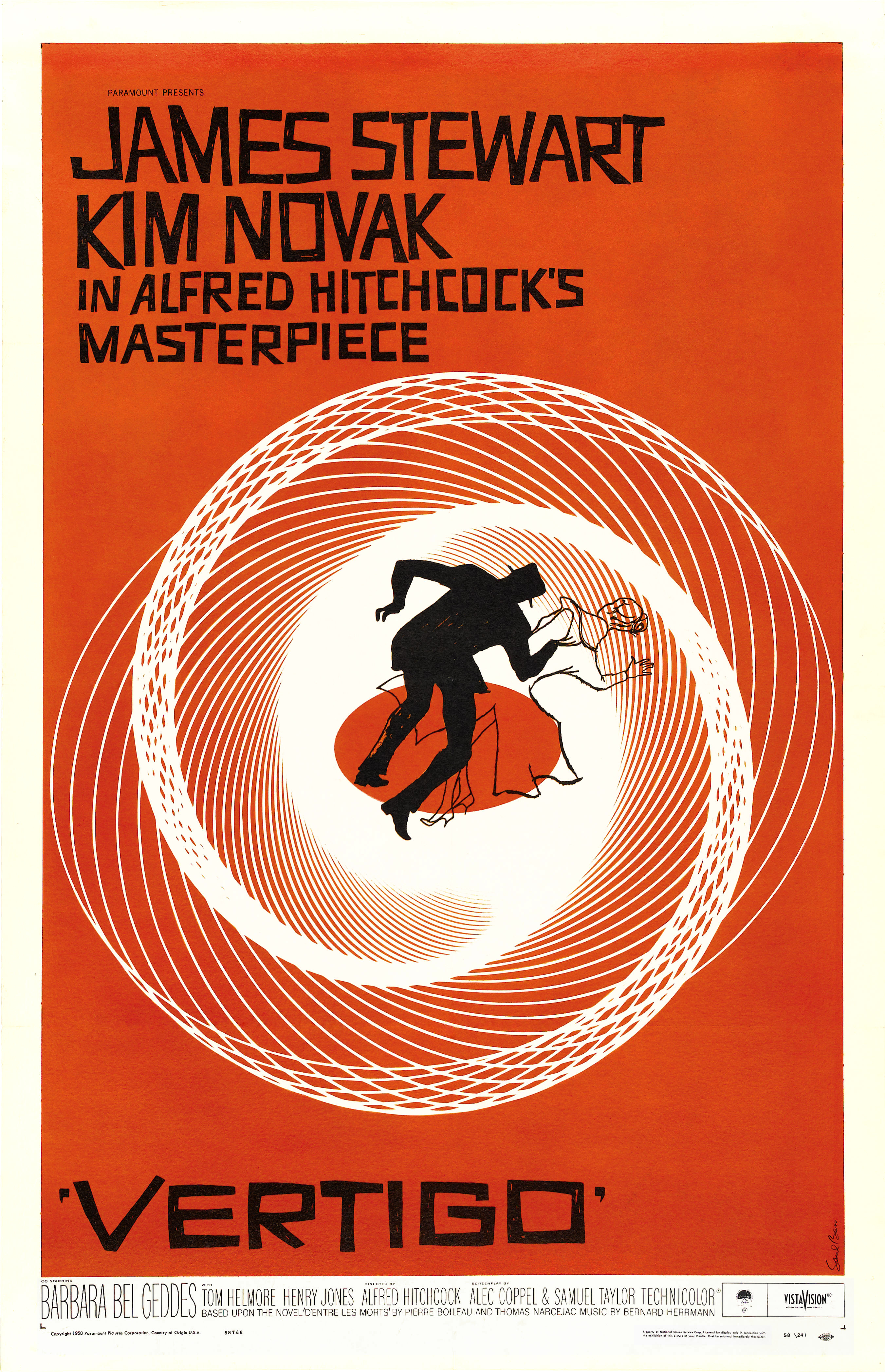
Jeden z plakatów filmowych autorstwa Saula Bassa, do filmu Zawrót głowy z 1958

| rok powstania | tytuł filmu               |
| ------------- | ------------------------- |
| 1968          | Why Man Creates           |
| 1974          | Phase IV                  |
| 1977          | Notes on the Popular Arts |
| 1980          | The Solar Film            |

| rok powstania | tytuł filmu                                          |
| ------------- | ---------------------------------------------------- |
| 1954          | Czarna Carmen                                        |
| 1955          | The Racers                                           |
| 1955          | Słomiany wdowiec                                     |
| 1955          | The Shrike                                           |
| 1955          | Wielki Nóż                                           |
| 1955          | Złotoręki                                            |
| 1956          | Johnny Concho                                        |
| 1956          | Storm Center                                         |
| 1956          | W 80 dni dookoła świata                              |
| 1957          | Człowiek, który pokonał strach                       |
| 1957          | Święta Joanna                                        |
| 1957          | Duma i namiętność                                    |
| 1958          | Kowboj                                               |
| 1958          | Witaj smutku                                         |
| 1958          | Zawrót głowy                                         |
| 1958          | Biały kanion                                         |
| 1959          | Północ-północny zachód                               |
| 1959          | Anatomia morderstwa                                  |
| 1960          | Psychoza                                             |
| 1960          | Ryzykowna gra                                        |
| 1960          | Spartakus                                            |
| 1960          | The Facts of Life                                    |
| 1960          | Exodus                                               |
| 1961          | West Side Story                                      |
| 1961          | Something Wild                                       |
| 1962          | Walk on the Wild Side                                |
| 1962          | Burza nad Waszyngtonem                               |
| 1963          | Nine Hours to Rama                                   |
| 1961-1963     | Alcoa Premiere (TV Series)                           |
| 1963          | Ten szalony, szalony świat                           |
| 1963          | Kardynał                                             |
| 1965          | Wojna o ocean                                        |
| 1965          | Bunny Lake zaginęła                                  |
| 1966          | Twarze na sprzedaż                                   |
| 1974          | Phase IV                                             |
| 1975          | Różyczka                                             |
| 1976          | To jest rozrywka II                                  |
| 1979          | Czynnik ludzki                                       |
| 1987          | Telepasja                                            |
| 1988          | Duży                                                 |
| 1989          | Wojna państwa Rose                                   |
| 1990          | Chłopcy z ferajny                                    |
| 1991          | Doktor Hollywood                                     |
| 1991          | Przylądek strachu                                    |
| 1992          | Komik na sobotę                                      |
| 1993          | Wiek na sobotę                                       |
| 1995          | Studenci                                             |
| 1995          | Kasyno                                               |
| 1995          | Historia kina amerykańskiego według Martina Scorsese |

## Nagrody i nominacje
W 1969 roku nagrodzony Oscarem za wyreżyserowanie filmu Why Man Creates.
W 1978 i 1980 roku nominowany do Oscara w kategorii najlepszy film krótkometrażowy.